# Eriocaulon hamiltonianum
Eriocaulon hamiltonianum är en gräsväxtart som beskrevs av Carl Friedrich Philipp von Martius. Eriocaulon hamiltonianum ingår i släktet Eriocaulon och familjen Eriocaulaceae. Inga underarter finns listade i Catalogue of Life.